# Boris Bratina
Boris Bratina (cyr. Борис Братина; ur. 25 sierpnia 1960 w Belgradzie) – serbski filozof i nauczyciel akademicki, od 2025 minister telekomunikacji i informacji.

## Życiorys
Ukończył szkołę średnią w rodzinnej miejscowości. Studiował fizykę techniczną na Uniwersytecie w Belgradzie. W 2001 został absolwentem filozofii na stołecznym uniwersytecie, uzyskał następnie w tej dziedzinie także magisterium i doktorat. Z zawodu nauczyciel akademicki, od 2002 związany z Uniwersytetem w Prisztinie (uczelnią serbską z siedzibą w Mitrowicy). W 2017 objął na nim stanowisko profesorskie. Autor publikacji książkowych: Problem drugog u moderni (2010), Problem drugog u poznoj moderni (2017) i Ja, Drugi, drugo (2021). W pracy badawczej zajął się zagadnieniami ontologicznymi, a także analizą myśli narodowej i problematyką mediów. Został p.o. dyrektora instytucji kulturalnej Instituta za srpsku kulturu Priština – Leposavić.
Wchodził w skład zarządu skrajnie prawicowej organizacji SNP 1389. Głosił poglądy prorosyjskie i antyunijne. Podczas wiecu w 2009 publicznie spalił flagę Unii Europejskiej.
Wszedł w skład rady inicjatywnej utworzonego przez prezydenta Aleksandara Vučicia ruchu Pokret za narod i državu. W kwietniu 2025 powołany na stanowisko ministra telekomunikacji i informacji w rządzie Đura Macuta.